# Taeniophyllum trichopus
Taeniophyllum trichopus är en orkidéart som beskrevs av Rudolf Schlechter. Taeniophyllum trichopus ingår i släktet Taeniophyllum och familjen orkidéer. Inga underarter finns listade i Catalogue of Life.